# Centrum Projektów Polska Cyfrowa
Centrum Projektów Polska Cyfrowa (CPPC) – polska instytucja administracji państwowej, której zadaniem jest obsługa środków z funduszy strukturalnych Unii Europejskiej. Umożliwia organizacjom, instytucjom i przedsiębiorstwom pozyskiwanie środków na realizację projektów z zakresu cyfryzacji, dostępu do Internetu, rozwoju usług świadczonych drogą elektroniczną oraz edukacji w zakresie najnowszych technologii.

## Kierownictwo[3]
- Wojciech Szajnar – dyrektor
- Agnieszka Krauzowicz – zastępca dyrektora
- Maciej Drabio – zastępca dyrektora

## Programy realizowane przez CPPC
- Program Phare – komponenty CBC 1994-2003, JHA 1997-2003 oraz ESC 2001-2003,
- Fundusz Schengen 2004-2006,
- Europejski Fundusz na rzecz Uchodźców 2004 oraz 2005-2007,
- Mechanizm Finansowy Europejskiego Obszaru Gospodarczego i Norweski Mechanizm Finansowy 2004 – 2009 – w zakresie Priorytetu 2.7 „Wdrażanie przepisów z Schengen, wsparcie Narodowych Planów Działania z Schengen oraz wzmacnianie sądownictwa” oraz w zakresie Priorytetu 2.9 „Polityka regionalna i działania transgraniczne”,
- Program Sąsiedztwa Polska – Białoruś – Ukraina INTERREG IIIA/TACIS CBC 2004-2006 (Wspólny Sekretariat Techniczny),
- INTERREG IIIA Polska – Republika Słowacka 2004 – 2006 (Wspólny Sekretariat Techniczny),
- System Informacyjny Schengen SIS/System Informacji Wizowej VIS,
- Kontrola I stopnia – Inicjatywa Wspólnotowa INTERREG III na lata 2004-2006 w tym INTERREG IIIC, INTERREG IIIB BSR, INTERREG IIIB CADSES, ESPON, INTERACT,
- Program Operacyjny Infrastruktura i Środowisko – w zakresie XI priorytetu „Kultura i dziedzictwo kulturowe” (Instytucja Pośrednicząca II stopnia/Instytucja Wdrażająca),
- Program Ogólny „Solidarność oraz zarządzanie przepływami migracyjnymi” na lata 2007-2013 w tym: Europejski Fundusz na rzecz Uchodźców, Fundusz Granic Zewnętrznych, Europejski Fundusz Powrotów Imigrantów, Europejski Fundusz na rzecz Integracji Obywateli Państw Trzecich (Instytucja Delegowana),
- Kontrola I stopnia programów Europejskiej Współpracy Terytorialnej, w tym: Programu INTERREG IVC, Programu Regionu Morza Bałtyckiego, Programu dla Europy Środkowej, Programu ESPON 2013 oraz URBACT II (kontroler I stopnia),
- Program Operacyjny Innowacyjna Gospodarka – w zakresie VII osi priorytetowej „Społeczeństwo  informacyjne – budowa elektronicznej administracji” oraz VIII osi priorytetowej „Społeczeństwo informacyjne – zwiększenie innowacyjności gospodarki” – Działanie 8.3 „Przeciwdziałanie wykluczeniu cyfrowemu” i Działanie 8.4 „Zapewnienie dostępu do Internetu na etapie ‘ostatniej mili’ ” (Instytucja Pośrednicząca II stopnia/Instytucja Wdrażająca),
- Program Operacyjny Kapitał Ludzki – Poddziałanie 1.3.1 „Projekty na rzecz społeczności romskiej” (Instytucja Pośrednicząca II stopnia/Instytucja Wdrażająca),
- Szwajcarsko-Polski Program Współpracy na lata 2007-2017 – w zakresie Priorytetu nr 1 „Bezpieczeństwo, stabilność, wsparcie reform”, Priorytetu nr 2 „Infrastruktura i środowisko”, Priorytetu nr 5.2 „Alokacje specjalne – projekty zaproponowane przez stronę szwajcarską” oraz Funduszu na Przygotowanie Projektów (Instytucja Pośrednicząca).